# St Elmo Courts

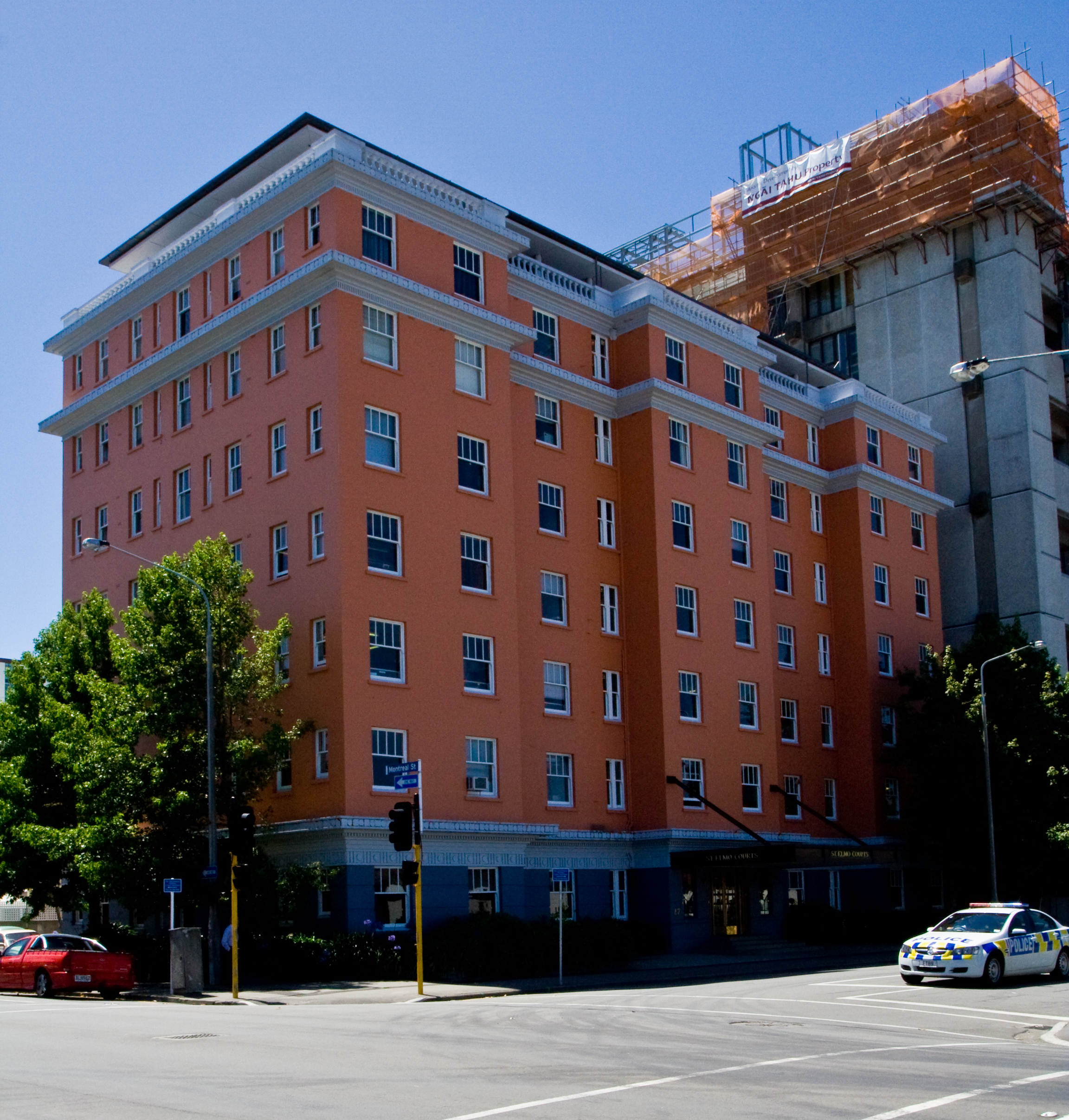
St Elmo Courts im Januar 2010

St Elmo Courts war ein Wohngebäude an der Ecke von Hereford und Montreal Street in der Central City von Christchurch in Neuseeland. Das sieben Stockwerke umfassende Gebäude wurde 1930 erbaut und in den letzten Jahren seiner Existenz vor allem als Bürogebäude genutzt. Es wurde vom New Zealand Historic Places Trust in der Kategorie II eingestuft, doch aufgrund der Beschädigungen durch das Darfield-Erdbeben von 2010 und das spätere Christchurch-Erdbeben von 2011 wurde es im März 2011 abgerissen.

## Geschichte

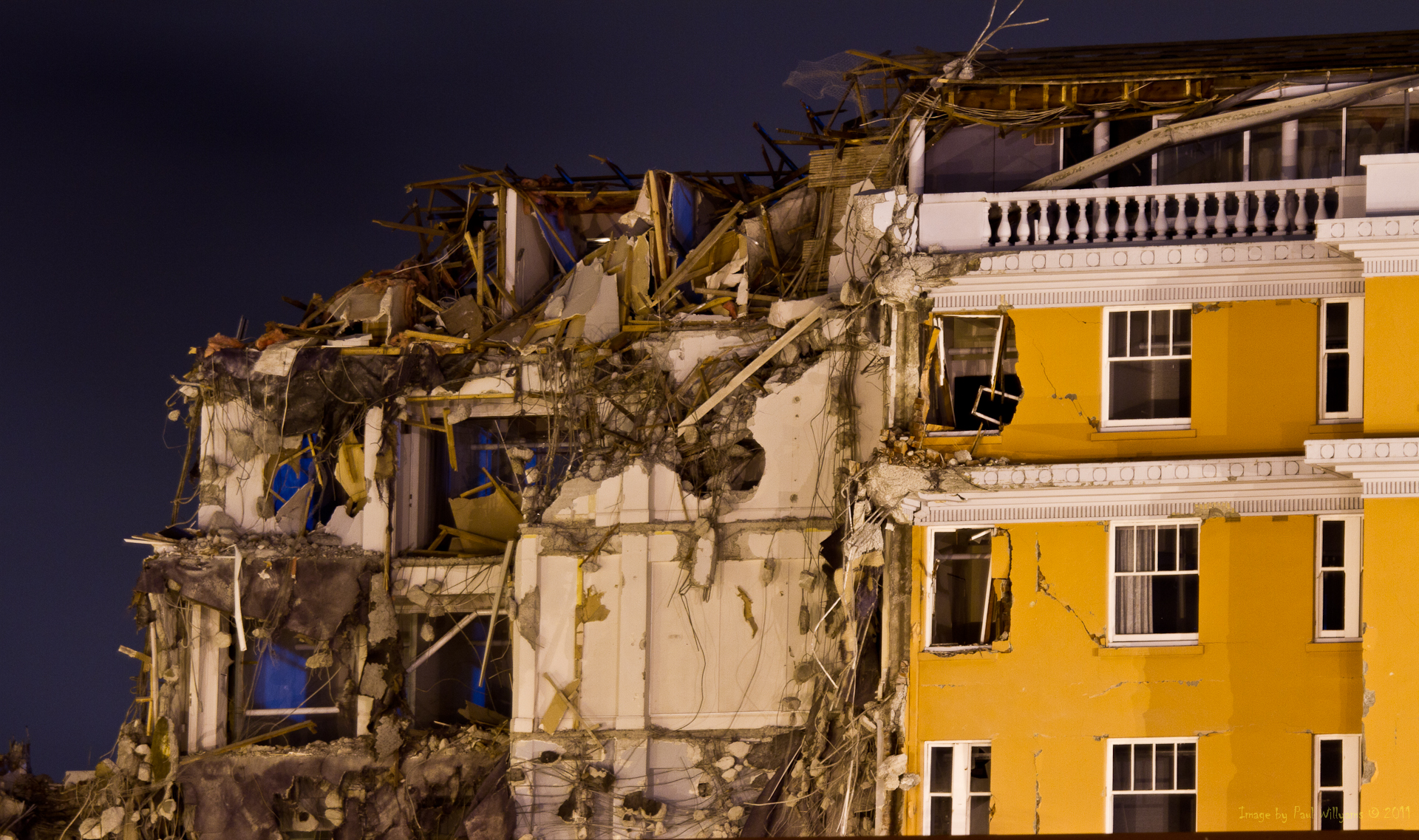
Abriss des Gebäudes im März 2011

Die Stelle an der Kreuzung von Worcester und Montreal Street, an der sich das Gebäude befand, war einst vom St Elmo Boarding House belegt. Diese Pension wurde als „gehobene private Unterkunft“ beworben. Es wurde ersetzt durch St Elmo Courts, ein 1929 von B. J. Ager entworfenes Gebäude. Das Gebäude spiegelt eine in den 1920er und 1930er Jahren in den größeren Städten Neuseelands vorhandene Begeisterung für größere Wohnblöcke wider. Der Anreiz lag in dem kostengünstigen Wohnen in einer zentralen Lage; die Apartments boten moderne Annehmlichkeiten und Einbaumöbel. St Elmo Courts wurde 1930 erbaut. Dementsprechend gab es in St Elmo Court Ein- und Zwei-Zimmer-Apartments, von denen viele später in Büroräume umgewandelt wurden.
Nach dem Canterbury-Erdbeben von 2010 wurde das Gebäude mit einer gelben Markierung gekennzeichnet, was bedeutete, dass der Zugang beschränkt wurde. Nach dem Erdbeben vom 22. Februar 2011 kamen Eigentümer und Versicherer des Gebäudes überein, dass die Schäden zu umfangreich seien, um das Gebäude zu retten. Der Abriss begann am 20. März.

## Konstruktionsweise und Gebäudeschäden

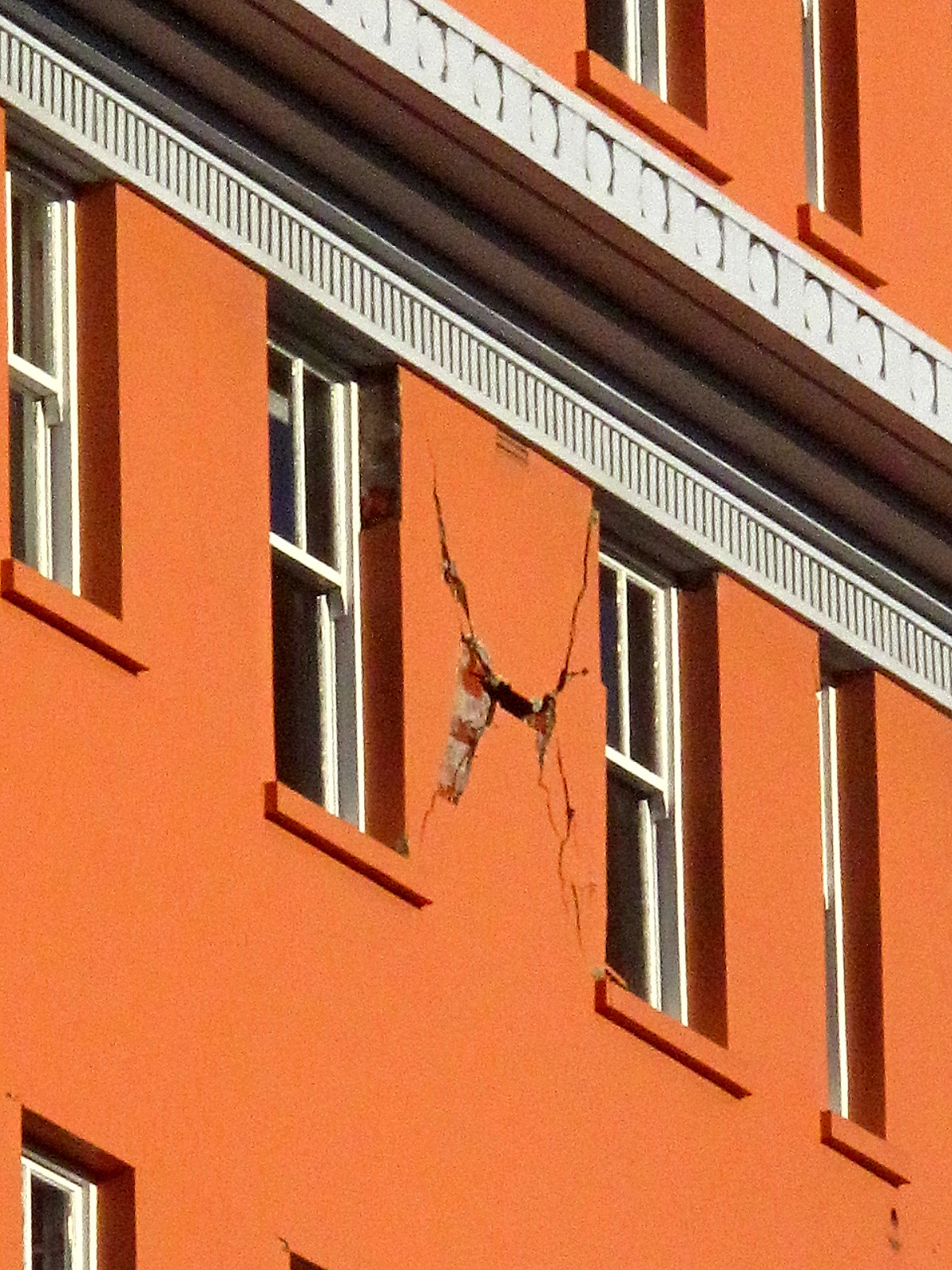
Vertikaler Scherbruch

St Elmo Court war ein Bauwerk mit Stahlbetonrahmen, dessen Wände gemauert waren. Nach dem Erdbeben vom 4. September 2010 waren in der Fassade im Bereich der Pfeiler diagonal verlaufende Scherbrüche sichtbar. Eine Säule wies einen Scherbruch auf. Die Schäden verstärkten sich bei dem Erdbeben vom 22. Februar 2011.

## Denkmalschutz
Am 26. November 1981 wurde das Gebäude vom damaligen New Zealand Historic Places Trust mit der Registernummer 3133 in der Kategorie II als Historic Place anerkannt.